# Cryptocephalus cowaniae
Cryptocephalus cowaniae är en skalbaggsart som beskrevs av Schaeffer 1934. Cryptocephalus cowaniae ingår i släktet Cryptocephalus och familjen bladbaggar. Inga underarter finns listade i Catalogue of Life.